# Banome
Banome är en ort i Mexiko.   Den ligger i kommunen Otáez och delstaten Durango, i den centrala delen av landet, 900 km nordväst om huvudstaden Mexico City. Banome ligger 1 720 meter över havet och antalet invånare är 223.
Terrängen runt Banome är bergig åt sydost, men åt nordväst är den kuperad. Runt Banome är det mycket glesbefolkat, med 5 invånare per kvadratkilometer. Närmaste större samhälle är San Pedro de Azafranes, 7,7 km öster om Banome. I omgivningarna runt Banome växer huvudsakligen savannskog.